# Sa Hà
Sa Hà (tiếng Trung: 沙河; bính âm: Shāhé) là một thành phố cấp huyện của địa cấp thị Hình Đài, tỉnh Hà Bắc, Trung Quốc.

### Nhai đạo
- Đáp Liên (褡裢街道)
- Kiều Đông (桥东街道)
- Kiều Tây (桥西街道)
- Tán Thiện (赞善街道)
- Chu Trang (周庄街道)

### Trấn
- Sa Hà (沙河城镇)
- Tân Thành (新城镇)
- Bạch Tháp (白塔镇)
- Thập Lý Đình (十里亭镇)
- Kỳ Thôn (綦村镇)

### Hương
- Lưu Thôn (留村乡)
- Sách Tĩnh (册井乡)
- Lưu Thạch Cương (刘石岗乡)
- Sài Quan (柴关乡)
- Thiền Phòng (蝉房乡)